# Masuma Sultan Begum
Masuna Sultan Begum (fallecida en 1509) fue reina consorte del Valle de Fergana y Samarcanda, como quinta esposa del emperador Babur, el fundador del Imperio mogol. Masuma nació en el seno de la dinastía timúrida y era la quinta hija del tío paterno de Babur, Sultan Ahmed Mirza, gobernante de Samarcanda  y Bujará.

## Familia
Masuma era la quinta y más joven hija de Sultan Ahmed Mirza, gobernante de Samarcanda y Bujará, y de su quinta esposa, Habiba Sultan Begum, sobrina de Sultan Husain Aghun. Tenía cinco hermanastras mayores, dos de las cuales se convertirían en sus cuñadas. Era hijastra de Mihr Nighar Khanum, tía materna de Babur, y también hermanastra de Aisha Sultán Begum, primera esposa de Babur, quien más tarde se divorciaría de ella a causa de su hermana mayor, Rabia Sultan Begum.
Su padre era el hijo mayor y sucesor de Abu Sa'id Mirza, el emperador del Imperio Timúrida. Uno de sus tíos paternos ifue Umar Sheikh Mirza, gobernador del Valle de Ferghana, que más tarde se convertiría en su suegro, ya que sus primos eran Babur y Khanzada Begum.

## Matrimonio
Tras la pérdida, por parte de Babur, de Samarcanda y Andijan Masuma se trasladó, con su madre, a vivir a Herat. Un día, cuando Babur se encontraba visitando a un pariente anciano, en su expedición hacia Khosran, Masuma llegó allí con su madre y ambos se enamoraron. Babur pidió su mano en matrimonio. Después de un intercambio de mensajes privados, un anciano pariente de Babur y Payanda Sultan Begum (esposa del tío materno de Babur) hablaron con Habiba Sultan Begum para que llevara a su hija a Kabul, con la intención de casarla con Babur. Entonces, Babur, se trasladó a  Kabul donde se casó con ella en 1507.

## Muerte
Un año después de su matrimonio, dio a luz a una hija. En el momento del nacimiento de su hija, ella se encontraba enferma y falleció. Su hija recibió su nombre.

## En la cultura popular
La emperatriz Masuma Sultan Begum es el personaje principal en la novela histórica Babur: el Primer Mogol en la India.